# Wierzbica (powiat krasnostawski)
Wierzbica – wieś w Polsce, położona w województwie lubelskim, w powiecie krasnostawskim, w gminie Rudnik. Leży nad rzeką Wierzbką, przy drodze wojewódzkiej nr 837.
| SIMC    | Nazwa             | Rodzaj    |
| ------- | ----------------- | --------- |
| 0897881 | Wierzbica-Kolonia | część wsi |

W latach 1975–1998 wieś należała administracyjnie do województwa zamojskiego.
Wieś stanowi sołectwo gminy Rudnik. Według Narodowego Spisu Powszechnego (III 2011 r.) wieś liczyła 207 mieszkańców.